# Phare des îles Farallon
Le phare des îles Farallon est un phare situé sur la grande île des îles Farallon, au large de la baie de San Francisco dans le Comté de San Francisco (État de la Californie), aux États-Unis.
Ce phare est géré par la Garde côtière américaine, et les phares de l'État de Californie sont entretenus par le District 11 de la Garde côtière .

## Histoire
Le phare a été construit sur l'île sud-est des Farallon, sur le plus haut sommet. Un feu de navigation était nécessaire sur cette zone, à cause de l'afflux de navires vers San Francisco juste après la ruée vers l'or.
Après l'achèvement de la tour, elle s'est avéré trop petite pour accueillir une lentille de Fresnel de 1er ordre. Elle a dû être démolie et reconstruite. Le phare a été définitivement mis en service en décembre 1855. En 1939, l'US Coast Guard a repris le phare lorsque l'United States Lighthouse Service a fusionné avec elle. La Garde côtière a maintenu la présence de gardiens de phare jusqu'en 1972. À cette date, la lanterne et la lentille de Fresnel ont été enlevées et une balise d'aérodrome automatique a été placée sur la tour. La lentille de Fresnel est  maintenant exposée au San Francisco Maritime National Historical Park de San Francisco, sur Hyde Street Pier, tandis que la lanterne a été mise au rebut après son retrait.

## Description
Le feu actuel est posé sur la tour de 12 m, sans salle de lanterne. Il émet, à une hauteur focale de 109 m au-dessus du niveau de la mer, un éclat blanc toutes les 15 secondes. Sa portée nominale est de 14 milles nautiques (environ 26 km). Il est alimenté à l'énergie solaire.
Situées à une quarantaine de kilomètres au large de San Francisco, les îles Farallon sont désormais gérés par le Farallon Islands National Wildlife Refuge . du National Wildlife Refuge. Pour sa préservation, le site n'est pas accessible pour les visites.
Identifiant : ARLHS : USA-281 - Amirauté : G4014 - USCG : 6-0355.
|                   |
| Le phare original |

|                                     |
| Farallon Island Coast Guard Station |

### Lien connexe
- Liste des phares de la Californie